# شاين أوف كوماند
شاين أوف كوماند (بالإنجليزية: Chain of Command)‏ ، هي فيلم أمريكي من نوع أكشن ، أنتجها مجموعة كانون للأفلام السينمائية عام 1994م ، وصورت في إسرائيل ، وتتحدث قصة اللعبة عن الممثل الأمريكي مايكل دوديكوف ، وهو موظف سابق للشركة العربية الغربية وهو يهدف لتحرير موظفيه الأمريكيين والذين خطفهم اللصوص المسلحين ، وكذلك لكي يتخلص بنفسه من الحكومة الفاسدة في دولة افتراضية.

## وصلة خارجية
- شاين أوف كوماند على موقع IMDb (الإنجليزية)
- شاين أوف كوماند على موقع روتن توميتوز (الإنجليزية)
- شاين أوف كوماند على موقع أول موفي (الإنجليزية)
- شاين أوف كوماند على موقع فيلمافينيتي (الإسبانية)
- شاين أوف كوماند على موقع قاعدة بيانات الفيلم (الإنجليزية)
- شاين أوف كوماند على موقع ليتربوكسد (الإنجليزية)
- شاين أوف كوماند على موقع كينوبويسك (الروسية)